# Yufka

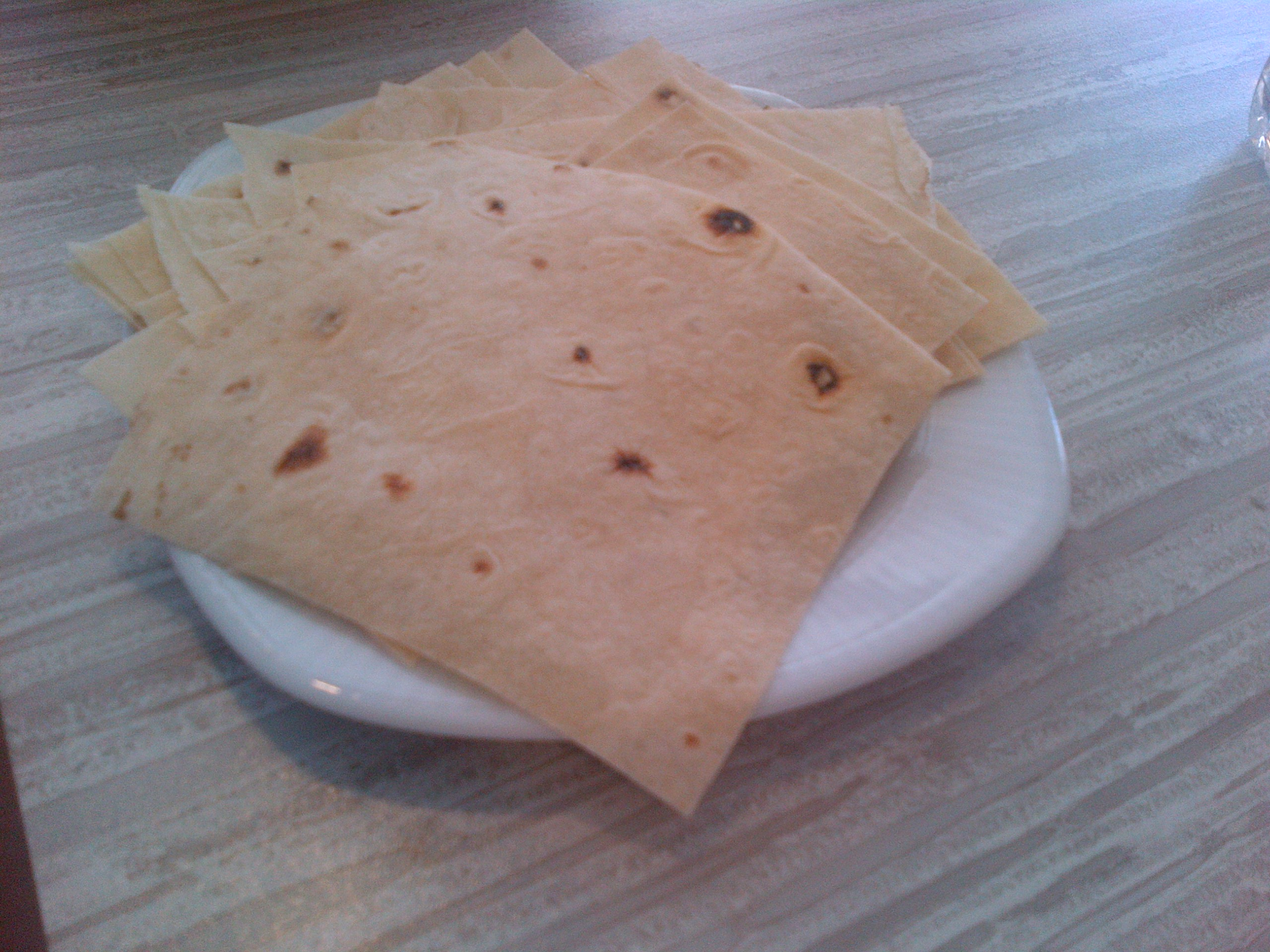
Yufka o sac ekmeği (pa de planxa) sobre la taula.

El yufka significa pasta fil·lo en turc i el pa fet de yufka (Sac ekmeği o Yufka ekmeği, ref. pàgina 56) és un pa pla tradicional. D'origen turc, el pa de yufka (yufka ekmeği) és de 40–50 cm de diàmetre i elaborat de forma especial amb farina de blat, aigua i sal comuna. Després de l'elaboració de la massa del pa, aquesta es deixa reposar durant un període de 30 minuts. Les peces de pa acostumen a pesar aproximadament 150-200 g i es cuinen al forn durant tres minuts. Aquest tipus de pa es fa servir freqüentment a l'elaboració dels dürüm döner. El pa de yufka també s'anomena sac ekmeği.

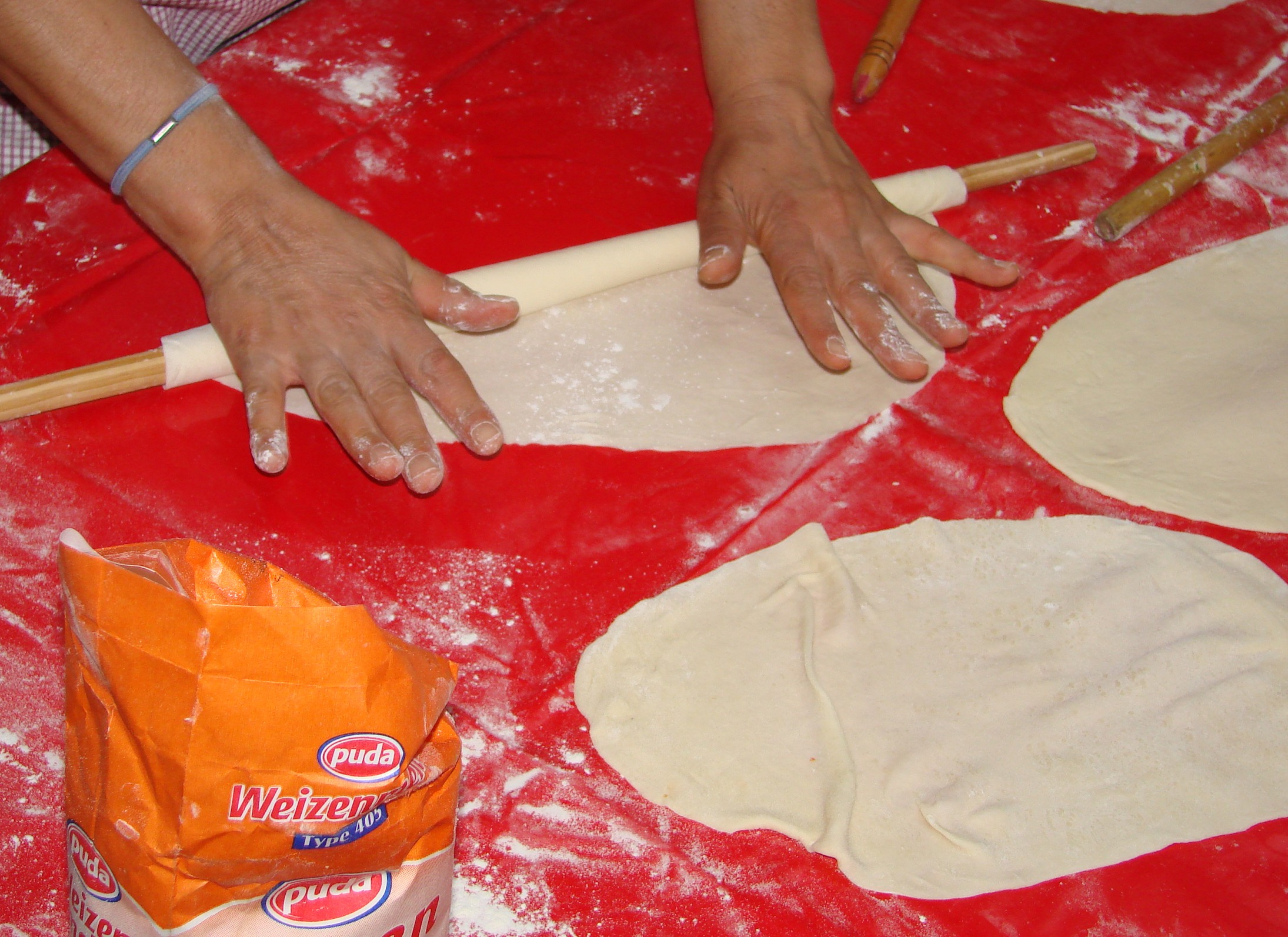
Fent yufka - l'obertura de la massa amb l'oklava.